# 南沙織デラックス
『南沙織デラックス』（みなみさおりデラックス）は、南沙織初の2枚組ベスト・アルバム。1975年6月1日発売。発売元はCBSソニー。

## 解説
シングル「17才」でデビューした日から丸4年目に発売された、初めてのLP2枚組ベストアルバム。カラー・ピンナップ集付。
シングルをリリース順に並べた合間に、アルバムのナンバーを差し入れた構成。概ねアルバム曲も発表順に収録されている。なお、当ベスト盤発売の時点で計10作のオリジナルアルバムが発表されていたが、アルバム曲は『17才』『20才まえ』『20才』といった、年齢がタイトルに含まれたアルバムの収録曲を中心に選出されている。
アルバム単体作品としてはCD復刻化はされていないが、全楽曲とも既に他タイトルCDで収録済み。

## 収録曲

### Disk 1
Side A
1. シンシアのテーマ
  - 作曲・編曲: 筒美京平
2. 17才
  - 作詞: 有馬三恵子、作曲・編曲: 筒美京平
3. 島の伝説
  - 作詞: 有馬三恵子、作曲・編曲: 筒美京平
4. 潮風のメロディ
  - 作詞: 有馬三恵子、作曲・編曲: 筒美京平
5. ふるさとの雨
  - 作詞: 有馬三恵子、作曲・編曲: 筒美京平
  - 1stアルバム『17才』より
6. シンシアの青春
  - 作詞: 有馬三恵子、作曲・編曲: 筒美京平
  - 1stアルバム『17才』より
7. ともだち
  - 作詞: 有馬三恵子、作曲・編曲: 筒美京平

Side B
1. 純潔
  - 作詞: 有馬三恵子、作曲・編曲: 筒美京平
2. 哀愁のページ
  - 作詞: 有馬三恵子、作曲・編曲: 筒美京平
3. ひとりごと
  - 作詞: 有馬三恵子、作曲: 筒美京平、編曲: 矢野誠
  - 5thアルバム『早春のハーモニー』より
4. 魚たちはどこへ
  - 作詞: 有馬三恵子、作曲・編曲: 筒美京平
  - 5thアルバム『早春のハーモニー』より
5. 早春の港
  - 作詞: 有馬三恵子、作曲・編曲: 筒美京平
6. 傷つく世代
  - 作詞: 有馬三恵子、作曲・編曲: 筒美京平

### Disk 2
Side A
1. 色づく街
  - 作詞: 有馬三恵子 、作曲・編曲: 筒美京平
2. ひとかけらの純情
  - 作詞: 有馬三恵子 、作曲・編曲: 筒美京平
3. バラのかげり
  - 作詞: 有馬三恵子 、作曲・編曲: 筒美京平
4. 妹よ
  - 作詞: 有馬三恵子、作曲: 筒美京平、編曲: 高田弘

7thアルバム『20才まえ』より
5. 20才まえ
  - 作詞: 有馬三恵子、作曲: 筒美京平、編曲: 穂口雄右
  - 7thアルバム『20才まえ』より
6. 私の出発
  - 作詞: 有馬三恵子、作曲: 筒美京平、編曲: 高田弘
  - 7thアルバム『20才まえ』より

Side B
1. 夏の感情
  - 作詞: 有馬三恵子、作曲・編曲: 筒美京平
2. 夜霧の街
  - 作詞: 有馬三恵子、作曲・編曲: 筒美京平
3. 女性
  - 作詞: 有馬三恵子、作曲: 筒美京平、編曲: 高田弘
4. 田園交響楽
  - 作詞: 松本隆、作曲・編曲: 馬飼野康二
  - 10thアルバム『20才』より
5. 粉雪の慕情
  - 作詞: ちあき哲也、作曲・編曲: 水谷公生
  - 10thアルバム『20才』より
6. 想い出通り
  - 作詞: 有馬三恵子、作曲: 筒美京平、編曲: 萩田光雄

## 関連人物
- 有馬三恵子
- 高田弘
- 筒美京平